# John Ryan (natation)
 (novembre 2023).
Si vous disposez d'ouvrages ou d'articles de référence ou si vous connaissez des sites web de qualité traitant du thème abordé ici, merci de compléter l'article en donnant les références utiles à sa vérifiabilité et en les liant à la section « Notes et références ».
Pour les articles homonymes, voir John Ryan et Ryan.
John Ryan (né le 23 février 1944) est un ancien nageur australien.

## Jeux olympiques
- Jeux olympiques de 1964 à Tokyo (Japon) :
  -  Médaille de bronze en relais 4 × 100 m nage libre (David Dickson~Peter Doak~John Ryan~Robert Windle).